# Anderson Silva de França
Anderson Silva de França (São Paulo, 28 d'agost de 1982) és un futbolista brasiler, que ocupa la posició de migcampista.

## Trajectòria
Comença la seua carrera professional al Nacional Montevideo de l'Uruguai. El 2003 és cedit al Montevideo Wanderers, on destaca i marxa a la lliga espanyola, on marca cinc gols en 30 partits amb el Racing de Santander.
El 2005 és fitxat per l'Everton FC, que suposadament es feia amb els drets comercials i federatius del jugador. El club anglès va trobar que no posseïa el passaport comunitari i que no tenia les condicions per tindre el permís de treballa. Va ser cedit al Màlaga CF per tal d'aconseguir els requeriments. En principi va ser cedit durant sis mesos, però es va allargar a la temporada 06/07.
Finalment, 18 mesos després, és oficialment jugador de l'Everton al gener del 2007. Comença jugant un amistós davant l'Bournemouth, així com un grapat de partits amb l'equip reserva. A finals de la temporada debuta a la Premier League.
El juliol del 2007 s'allarga el seu contracte amb l'Everton, després d'una reeixida gira als Estats Units, però va ser cedit fins a tres cops al Barnsley FC, fins a retornar al conjunt de Liverpool al desembre d'eixe any.
El gener del 2008 és transferit al Barnsley. Amb aquest club hi va guanyar al Liverpool FC a la FA Cup, abans de lesionar-se del lligament encreuat anterior, que li va suposar set mesos fora dels terrenys de joc. Hi retorna al setembre d'eixe any, en partit davant el Southampton.